# Paul Suter
Paul Suter (Gränichen, 9 de março de 1892 - Paris, 6 de abril de 1966) foi um ciclista suíço, que foi profissional entre 1911 e 1928. Especializa-se na pista concretamente no meio fundo, onde ganhou várias medalhas no Campeonato do mundo.
Paul Suter tinha cinco irmãos, Max, Franz, Fritz, Gottfried e Henri, que foram todos ciclistas.

## Palmarés em pista
- 1910
  - Campeão da Suíça amador de Velocidade
- 1911
  - 1.º nos Seis dias de Hamburgo (com Franz Suter)
- 1920
  - Campeão da Suíça de Meio fundo
- 1921
  - Campeão da Suíça de Meio fundo
- 1923
  - Campeão do Mundo de Meio fundo 
  - Campeão da Suíça de Meio fundo
- 1923
  - Campeão da Suíça de Meio fundo
- 1925
  - Campeão da Suíça de Meio fundo
- 1926
  - Campeão da Suíça de Meio fundo
- 1927
  - Campeão da Suíça de Meio fundo

## Palmarés em estrada
- 1911
  - 1.º na Munique-Zurique
- 1912
  - 1.º na Munique-Zurique
- 1913
  - 1.º na Munique-Zurique